# بوب ونايت
بوب ونايت (30 أبريل 1929 في الولايات المتحدة - 23 مايو 2008 في الولايات المتحدة) (بالإنجليزية: Bob Knight)‏ هو لاعب كرة سلة أمريكي في مركز مدافع مسدد الهدف. لعب مع نيويورك نيكس وHartford Hurricanes ‏.

## وصلات خارجية
- بوب ونايت على موقع إن بي أي (الإنجليزية)
- بوب ونايت على موقع سبورتس رفرنس (الإنجليزية)
- بوب ونايت على موقع ريلجم (الإنجليزية)